# حمیدرضا نعیمی
حمیدرضا نعیمی (زادهٔ ۱ اردیبهشت ۱۳۵۳) کارگردان تئاتر، بازیگر، نمایش‌نامه‌نویس و مدرس دانشگاه اهل ایران است. او ۴ بار برنده جایزه از جشنواره تئاتر فجر شده است.

## فعالیت شخصی و هنری
حمیدرضا نعیمی کار هنر را در شهرستان اسلام‌آباد غرب با تئاترِ دانش‌آموزی در سال‌های جنگ آغاز کرد. تحصیلاتِ ابتدایی تا متوسطهٔ او در سرپل ذهاب گذشت. بعد از حملهٔ عراق به ایران و تصرف شهرهای مرزی و سرپل‌ذهاب وی به اتفاق خانواده ناچار به کوچ از این شهر شد شد. در سال‌های ۱۳۶۷ تا ۱۳۶۹ با گروه‌های مختلف نمایشی و به‌خصوص دانش‌آموزی، فعالیت در تئاتر و بازیگری را آغاز کرد. در سال ۱۳۷۲ با قبولی در دانشگاه، برای ادامهٔ تحصیل راهی تهران شد. نعیمی در پایتخت در کلاس درسِ کسانی چون: حمید سمندریان، محمود دولت‌آبادی، بهزاد فراهانی و جمشید لایق و… بهره‌های زیادی برد. اما آشنایی او با محمود استاد محمد اتفاق بزرگی بود تا بنابر اذعان نعیمی «زندگی، انسان و عشق» را بفهمد. شهرام کرمی و او عضو اصلی و هیئت مؤسس «گروه تئاتر شایا» هستند. همچنین او به عنوان عضو هیئت مدیرهٔ انجمن نمایشنامه‌نویسان و عضو هیئت مدیرهٔ مرکزی خانه تئاتر چندین سال است که در این مرکزِ تئاتری فعالیتِ صنفیِ جدی دارد. او کارگردان نمایش سقراط است که جزوِ پراجراترین و پرمخاطب‌ترین نمایش‌هایی محسوب می‌شود که در ایران اجرا رفته است.
چهره‌های زیادی نظیر: بهزاد فراهانی، فرهاد آئیش، حامد بهداد، حامد کمیلی، لادن مستوفی، یکتا ناصر، شقایق فراهانی، امیرحسین رستمی و… در نمایش‌های حمیدرضا نعیمی حضور داشته‌اند.
نعیمی علاوه بر نویسندگی و کارگردانی تعداد زیادی اثر نمایشی، در نمایش‌هایی از جمله: «دارچنار»، «گُومَه‌سار»، «خانه کاغذی»، «وعده‌گاه نهنگ‌ها»، «شهر آدم، شهر حیوان» و «آژاکس» ایفای نقش کرده است.
حمیدرضا نعیمی دارای مدرک کارشناسی نمایش با گرایش بازیگری و کارشناسی ارشد کارگردانی از دانشکده هنر و معماری است. همچنین وی در سال ۱۴۰۰ موفق به دریافت نشان درجه یک هنری (معادل دکتری) شد. از مهم‌ترین آثار حمیدرضا نعیمی در زمینهٔ کارگردانی می‌توان به نمایش‌های «وعده‌گاه نهنگ‌ها»، «دختری با شنل ارغوانی»، «داستان‌های کاروِر»، «خیال»، «سقراط»، «ریچارد» و … اشاره کرد. حمیدرضا نعیمی، خود را منتسب به هیچ ژانر، و سبکِ خاصی نمی‌داند؛ او آثار متنوع و مختلفی دارد. اما اقتباس از آثار مطرح دنیا یکی از علایق و نگاه‌های خاصِ این نویسنده است. نمایشنامه‌های «آژاکس»، «مکبث»، «کالون و قیام کاستلیون»، «شاه‌لیر»، «فاوست»، «رابینسون کروزوئه»، شوایک”، «ریچارد»، «زال و رودابه»، «ضحاک نمی‌میرد»، جزو مهم‌ترین آثار اقتباسی حمیدرضا نعیمی است.

## آثار هنری

### بازیگری
| سال  | نام اثر                         | کارگردان            |
| ---- | ------------------------------- | ------------------- |
| ۱۳۹۰ | آوای خاک                        | اسماعیل صدقی        |
| ۱۳۹۰ | تله فیلم خانه خوشبخت            | میر راضی            |
| ۱۳۹۱ | تله فیلم آلبوم خاطرات           | هاشم اولیایی        |
| ۱۳۹۲ | تله فیلم من غلامرضا هستم        | هاشم اولیایی        |
| ۱۳۹۲ | سریال تلویزیونی امروز و فردا    | حسین قناعت          |
| ۱۳۹۵ | فیلم سینمایی محله مترسک‌ها       | آرش سنجابی          |
| ۱۳۹۷ | سریال تلویزیونی بانوی سردار     | پرویز شیخ‌طادی       |
| ۱۳۹۸ | سریال شبکه نمایش خانگی دل       | منوچهر هادی         |
| ۱۳۹۹ | فیلم سینمایی منصور              | سیاوش سرمدی         |
| ۱۳۹۹ | فیلم سینمایی صحنه‌زنی            | علیرضا صمدی         |
| ۱۳۹۹ | فیلم کوتاه ماشوم                | حسین میرزامحمدی     |
| ۱۳۹۹ | فیلم کوتاه ودا                  | داریوش جعفری        |
| ۱۴۰۰ | سریال نمایش خانگی جیران         | حسن فتحی            |
| ۱۴۰۰ | تله فیلم آخر بازی               | محمد حمزه‌ای         |
| ۱۴۰۱ | سریال آنتن (مجموعه نمایش خانگی) | سید ابراهیم عامریان |
| ۱۴۰۲ | سنجرخان                         | محمدحسین لطیفی      |
| ۱۴۰۳ | سوجان                           | حسین تبریزی         |

### فیلم‌شناسی
- فیلمنامهٔ مخمصه ۱۳۷۶
- فیلمنامه سریال حدیث عشق ۱۳۷۹
- تله تئاتر وعده گاه نهنگ‌ها ۱۳۸۰
- تله تئاتر خط سوم ۱۳۸۵
- تله تئاتر کمین ۱۳۸۸
- فیلمنامه کوتاه برای پلیس ۱۳۸۸
- فیلمنامه بوی خون گرگ‌ها را مست می‌کند ۱۳۹۹
- فیلمنامه لیلیت ۱۴۰۰

### نمایشنامه‌ها
| سال  | نام اثر                             | کارگردان                                              | توضیحات                                        |
| ---- | ----------------------------------- | ----------------------------------------------------- | ---------------------------------------------- |
| ۱۳۸۳ | گومه‌سار                             | شهرام کرمی                                            | نمایشنامه برگزیده جشنواره تئاتر دانشگاه آزاد   |
| ۱۳۷۵ | روزنه                               | حمیدرضا نعیمی                                         |                                                |
| ۱۳۷۵ | صبح مانلی                           |                                                       |                                                |
| ۱۳۷۶ | آوی سرخ                             | حسین نصرآبادی                                         |                                                |
| ۱۳۷۷ | خانه کاغذی                          | شهرام کرمی                                            |                                                |
| ۱۳۷۸ | وعده‌گاه نهنگ‌ها                      | حمیدرضا نعیمی                                         | اثر منتخب جشنواره تئاتر دانشجویان ایران        |
| ۱۳۷۸ | شب بی‌پایان فاخته                    | حمیدرضا نعیمی                                         |                                                |
| ۱۳۷۹ | دختری با شنل ارغوانی                | حمیدرضا نعیمی                                         |                                                |
| ۱۳۷۹ | از پا نیفتاده                       |                                                       |                                                |
| ۱۳۸۰ | آژاکس                               | آرش دادگر                                             | اقتباس از اثر ویلیام شکسپیر                    |
| ۱۳۸۱ | لاله زار تئاتر پارس                 |                                                       |                                                |
| ۱۳۸۱ | زندگی کنسرو شده                     | حامد هادوی                                            | نویسنده: حمیدرضا نعیمی و تهیه‌کننده: حامد هادوی |
| ۱۳۸۲ | داستان‌های کارور                     |                                                       | براساس چند داستان ریموند کارور                 |
| ۱۳۸۳ | مکبث                                | اقتباس از اثر ویلیام شکسپیر                           |                                                |
| ۱۳۸۴ | کالون و قیام کاستلیون               |                                                       |                                                |
| ۱۳۸۵ | چه‌گوارا                             |                                                       |                                                |
| ۱۳۸۵ | روز به خیر آقای رئیس‌جمهور           |                                                       |                                                |
| ۱۳۸۱ | قصه خوب خدا                         | اثر برگزیده نخستین مسابقه ادبیات نمایشی کودک و نوجوان |                                                |
| ۱۳۸۶ | امشب دیگر مهره‌های پشتم نی‌لبک می‌زنند | نمایشنامه منتخب جشنواره تئاتر ماه                     |                                                |
| ۱۳۸۷ | صبحانه برای ایکاروس                 |                                                       |                                                |
| ۱۳۸۷ | ترانه‌ای برای آیدا                   |                                                       |                                                |
| ۱۳۸۷ | خط سرخ                              |                                                       |                                                |
| ۱۳۸۸ | شاه لیر                             | اقتباس از نمایشنامه ویلیام شکسپیر                     |                                                |
| ۱۳۸۸ | فقط ده دقیقه                        |                                                       |                                                |
| ۱۳۸۹ | سرود سرد خاکستر                     |                                                       |                                                |
| ۱۳۸۹ | فاوست                               | اقتباس از نمایش گوته                                  |                                                |
| ۱۳۹۰ | شرق دور شرق نزدیک                   |                                                       |                                                |
| ۱۳۹۱ | فیل                                 |                                                       |                                                |
| ۱۳۹۲ | روزی روزگاری سگی                    | نمایشنامه کودک و نوجوان                               |                                                |
| ۱۳۹۲ | درخشش در ساعت مقرر                  |                                                       |                                                |
| ۱۳۹۲ | مرکب‌خوانی مردگان                    |                                                       |                                                |
| ۱۳۹۳ | سقراط (نمایش‌نامه)                   | پراجراترین و پرمخاطب‌ترین نمایش ایرانی                 |                                                |
| ۱۳۹۳ | پروانه زرد روشن                     |                                                       |                                                |
| ۱۳۹۳ | یک دقیقه از آینده به اتمام رسیده    |                                                       |                                                |
| ۱۳۹۳ | رابینسون کروزوئه یا رابینسون کروسو  |                                                       |                                                |
| ۱۳۹۴ | ماه و ژیار                          | نمایشنامه کودک و نوجوان                               |                                                |
| ۱۳۹۴ | ترور                                |                                                       |                                                |
| ۱۳۹۴ | سنه‌کا                               |                                                       |                                                |
| ۱۳۹۵ | شوایک                               |                                                       |                                                |
| ۱۳۸۱ | عیسی (اینک انسان)                   |                                                       |                                                |
| ۱۳۹۶ | ریچارد سوم                          | براساس نمایشنامه ویلیام شکسپیر                        |                                                |
| ۱۳۹۶ | مدیا                                |                                                       |                                                |
| ۱۳۹۷ | رسول                                |                                                       |                                                |
| ۱۳۹۷ | ضحاک می‌میرد                         |                                                       |                                                |
| ۱۳۹۸ | زال و رودابه                        |                                                       |                                                |
| ۱۳۹۹ | نام‌ها                               |                                                       |                                                |
| ۱۳۹۹ | نادرشاه                             |                                                       |                                                |

### کتاب‌ها
- نمایشنامه وعده گاه نهنگ‌ها انتشارات جهاد دانشگاهی ۱۳۷۹
- نمایشنامه وعده گاه نهنگ‌ها و شب بی‌پایان فاخته انتشارات نیستان ۱۳۸۰
- نمایشنامه امشب دیگر مهره‌های پشتم نی‌لبک می‌زنند انتشارات سوره مهر ۱۳۸۵
- نمایشنامه ترانه‌ای برای آیدا انتشارات آجا ۱۳۸۷
- نمایشنامه خط سرخو فقط ده دقیقه انتشارت بنیاد حفظ آثار و ارزش‌های دفاع مقدس ۱۳۸۹
- نمایشنامه شرق دور شرق نزدیک انتشارات نمایش ۱۳۹۱
- نمایشنامه سقراط انتشارات میردشتی ۱۳۹۴
- نمایشنامه قصه خوب خدا و روزی روزگاری سگی انتشارات نمایش ۱۳۹۴
- نمایشنامه آژاکس و سنه‌کا انتشارات اریش ۱۳۹۵
- نمایشنامه چه گوارا و صبحانه برای ایکاروس انتشارات اریش ۱۳۹۵
- مجموعه شعر همواره در بزنگاه به هم رسیده‌ایم انتشارات اریش/ ۱۳۹۵
- نمایشنامه شوایک انتشارات نودا ۱۳۹۶[۱۰]
- نمایشنامه ریچارد انتشارات نودا ۱۳۹۷
- نمایشنامه سقراط انتشارات نودا ۱۳۹۸
- نمایشنامه نادرشاه انتشارات نمایش ۱۳۹۹

### بازیگری تئاتر
- بازی در نمایش دارچنار کارگردان: شهرام کرمی - تئاتر شهر ۱۳۷۳
- بازی در نمایش گومه سار کارگردان: شهرام کرمی - تالار نیاوران ۱۳۷۳
- بازی در نمایش کوپه کارگردان: هومان فاضل - خانه نمایش ۱۳۷۴
- بازی در نمایش روزگار طولانی تنهایی کارگردان: شهرام کرمی - تالار سنگلج ۱۳۷۵
- بازی در نمایش خانه کاغذی کارگردان: شهرام کرمی - فرهنگ سرای ابن سینا تئاتر شهر ۱۳۷۷
- بازی و کارگردانی در نمایش وعده گاه نهنگ‌ها مجموعه تالار مولوی ۱۳۷۸
- بازی در نمایش شهر آدم شهر حیوان کارگردان: شهرام کرمی - تئاتر شهر ۱۳۷۸
- بازی در نمایش آژاکس کارگردان: آرش دادگر - تئاتر شهر ۱۳۸۰
- بازی در نمایش داستان‌های کارور کارگردان: آرش دادگر و حمیدرضا نعیمی - تئاتر شهر ۱۳۸۳
- بازی در نمایش قضیه تراخیس کارگردان: افشین هاشمی - تالار مولوی ۱۳۸۴
- بازی در نمایش مکبث کارگردان: آرش دادگر - تئاتر شهر ۱۳۸۴
- بازی در نمایش الفبای ضربه‌ها کارگردان: آرش دادگر - مجموعه تالار مولوی ۱۳۸۵
- بازی در نمایش ددالوس و ایکاروس کارگردان: همایون غنی‌زاده - تئاتر شهر ۱۳۸۵
- بازی در نمایش کالون و قیام کاستلیون کارگردان: آرش دادگر - مجموعه تالار مولوی ۱۳۸۶
- بازی در نمایش چه گوارا کارگردان: کامبیز اسدی - مجموعه تالار مولوی ۱۳۸۶
- بازی در نمایش روز به خیر آقای وزیر کارگردان: محسن ابراهیمی - تئاتر شهر ۱۳۸۶
- بازی در نمایش شمردن ستاره‌های شب کارگردان: شهرام کرمی - مجموعه تالار مولوی ۱۳۸۷
- بازی در نمایش صبحانه برای ایکاروس کارگردان: آرش دادگر - مجموعه تالار مولوی ۱۳۸۷
- بازی در نمایش شبی که راشل از خانه رفت کارگردان: پریسا مقتدی - مجموعه تالار مولوی ۱۳۸۸
- بازی در نمایش شاه لیر کارگردان: آرش دادگر - تئاتر شهر ۱۳۸۸
- بازی و کارگردانی در نمایش فاوست - تئاتر شهر ۱۳۸۹
- بازی در نمایش بلوط‌های تلخ کارگردان: شهرام کرمی - تئاتر شهر ۱۳۹۰
- بازی در نمایش دیوار کارگردان: فرهاد شریفی - تئاتر شهر ۱۳۹۰
- بازی در نمایش حضرت والا کارگردان: حسین پاکدل - تماشاخانه ایرانشهر ۱۳۹۰
- بازی در نمایش فیل کارگردان: بهناز نازی - تئاتر شهر ۱۳۹۰
- بازی در نمایش لابی کارگردان: بیتا الهیان - تئاتر شهر ۱۳۹۰
- بازی در نمایش رویاهای رام نشده کارگردان: ایوب آقاخانی - تالار سنگلج ۱۳۹۱
- بازی در نمایش ارکستر مرکب خوانی کارگردان: محمودرضا رحیمی - تئاتر شهر ۱۳۹۳
- بازی در نمایش اسب عصاری کارگردان: میلاد نیک آبادی - تماشاخانه مهر ۱۳۹۳
- بازی در نمایش مرگ فروشنده کارگردان: نادر برهانی مرند - تئاتر شهر ۱۳۹۳
- بازی در نمایش شمعدانی‌ها کارگردان: ایوب آقاخانی - تالار حافظ ۱۳۹۴
- بازی در نمایش کافه فرانسه کارگردان: مهران رنجبر - تماشاخانه باران ۱۳۹۴
- بازی در نمایش تریو بدون هارمونی کارگردان: سیاوش پاکراه - تماشاخانه باران ۱۳۹۵
- بازی در نمایش چمدان کارگردان: فرهاد آئیش - تئاتر شهر ۱۳۹۵
- بازی در نمایش حضرت اشرف کارگردان: حسین پاکدل - تماشاخانه ایرانشهر ۱۳۹۵
- بازی و کارگردانی در نمایش ریچارد - تالار وحدت ۱۳۹۷
- بازی در نمایش رسول کارگردان: سعید اسماعیلی - فضای میدانی تپه‌های عباس‌آباد ۱۳۹۷
- بازی در نمایش مردی به نام دایک کارگردان: مهدی میامی - تئاتر شهر ۱۳۹۷
- بازی در نمایش دست‌های آلوده کارگردان: مسعود موسوی - تئاتر شهر ۱۳۹۸
- بازی در نمایش جیرجیرک نسخه پاراجانف کارگردان: آرش سنجابی - تماشاخانه سپند ۱۳۹۹
- بازی در نمایش مرغ ماهیخوار کارگردان: آرش سنجابی - تماشاخانه سپند ۱۳۹۹

### کارگردانی تئاتر
- کارگردان نمایش روزنه تالار سنگلج ۱۳۷۵
- کارگردان نمایش وعده گاه نهنگ‌ها مجموعه تالار مولوی ۱۳۷۸
- کارگردان نمایش زمانی برای زندگی نوشته شهرام کرمی مجموعه تالار مولوی ۱۳۷۹
- کارگردان نمایش دختری با شنل ارغوانی تئاتر شهر ۱۳۸۰
- کارگردان نمایش داستان‌های کارور تئاتر شهر ۱۳۸۳
- کارگردان نمایش فاوست تئاتر شهر ۱۳۸۹
- کارگردان نمایش خیال نوشته محمدرضا زندی تئاتر شهر ۱۳۹۰
- کارگردان نمایش درخشش در ساعت مقرر تئاتر شهر ۱۳۹۱
- کارگردان نمایش سقراط تالار وحدت سال‌های ۱۳۹۳ و ۱۳۹۴ و ۱۳۹۵ و ۱۳۹۶ و ۱۳۹۷
- کارگردان نمایش فاوست تالار وحدت ۱۳۹۳
- کارگردان نمایش ترور تئاتر شهر ۱۳۹۴
- کارگردان نمایش شرق دور شرق نزدیک پردیس تئاتر شهرزاد۱۳۹۶
- کارگردان نمایش شوایک تالار وحدت ۱۳۹۶
- کارگردان نمایش ریچارد تالار وحدت ۱۳۹۷
- کارگردان نمایش گرگاس‌ها یا روز به خیر آقای وزیر محموعه تئاتر شهر ۱۳۹۹[۱۱]

## جوایز هنری
This template is currently non-functional due to T39256.

- جایزه اول نمایشنامه نویسی برای نمایشنامه گومه سار ششمین جشنوارهٔ تئاتر استان تهران ۱۳۷۳
- جایزه اول نمایشنامه نویسی برای نمایشنامه گومه سار اولین جشنواره تئاتر دانشجویان دانشگاه آزاد ۱۳۷۴
- جایزه ویزه فیلمنامه‌نویسی برای فیلمنامه مخمصه یازدهمین جشنواره روستا ۱۳۷۶
- جایزه اول نمایشنامه نویسی برای نمایشنامه وعده گاه نهنگ‌ها پنجمین جشنواره تئاتر دانشجویان سراسر کشور ۱۳۷۸
- جایزه اول نمایشنامه نویسی برای نمایشنامه وعده گاه نهنگ‌ها سومین جشنوارهٔ تئاتر کانون‌های نمایش ۱۳۷۸
- جایزه اول نمایشنامه نویسی برای نمایشنامه تله تئاتر وعده گاه نهنگ‌ها جشنواره صدا و سیما ۱۳۸۲
- جایزه تقدیر به عنوان نمایشنامه نویس جوان کشور به مناسبت روز جهانی تئاتر ۱۳۷۹
- جایزه اول نمایشنامه نویسی اقتباسی برای نمایشنامه مکبث جشنواره بین‌المللی تئاتر فجر ۱۳۸۴
- جایزه اول نمایشنامه نویسی برای نمایشنامه قصه خوب خدا مسابقه نمایشنامه نویسی کودک و نوجوان ۱۳۸۵
- جایزه برتر نمایشنامه نویسی برای نمایشنامه امشب مهره‌های پشتم نی لبک می‌زند جشنوارهٔ تئاتر ماه ۱۳۸۶
- جایزه اول نمایشنامه نویسی برای نمایشنامه شرق دور شرق نزدیک بخش تولید متون جشنواره تئاتر فجر ۱۳۹۱
- جایزه اول نمایشنامه نویسی برای نمایشنامه درخشش در ساعت مقرر جشن کانون ملی منتقدان ۱۳۹۳
- جایزه اول کارگردانی برای نمایش سقراط جشن کانون ملی منتقدان ۱۳۹۴
- کسب جایزه و نشان ویژه عبدالحسین نوشین برای نمایش سقراط جشن منتقدان خانه تئاتر ۱۳۹۴
- جایزه اول نمایشنامه نویسی برای نمایشنامه رابینسون کروزئه جشنواره بین‌المللی تئاتر فجر ۱۳۹۴
- جایزه تقدیر کارگردانی برای نمایش ترور جشنواره بین‌المللی تئاتر فجر ۱۳۹۵